# エイブラハム・レンペル
エイブラハム・レンペル（ヘブライ語: אברהם למפל, ラテン文字転写: Abraham Lempel, 1936年2月10日 - 2023年2月4日）は、イスラエルの計算機科学者である。
可逆データ圧縮アルゴリズムであるLZ77・LZ78の開発の一人である。

## 生涯
レンペルは1936年2月10日にポーランド・ルヴフ（現ウクライナ・リヴィウ）で生まれた。イスラエル工科大学で学び、理学の学士号を1963年に、理学修士号を1967年に受けた。1977年にイスラエル工科大学の教授になった。現在は同学の名誉教授である。
レンペルの最も大きな業績は、ジェイコブ・ジヴと共同執筆した、1977年5月の『IEEE Transactions on Information Theory』に掲載された論文『連続したデータ圧縮のための普遍的なアルゴリズム』（A Universal Algorithm for Sequential Data Compression）におけるLZ77アルゴリズムの発表である。
レンペルは1994年にイスラエルHP研究所を設立し、2007年10月まで所長を務めた。
2023年2月4日、死去。86歳没。

## 業績
Lempel-Zivアルゴリズム（LZ77・LZ78）はランペルとジェイコブ・ジヴにより開発され、ここから数多くのアルゴリズムが派生した。その中には、画像フォーマットGIFに使われたLempel–Ziv–Welch（LZW）アルゴリズムや、ファイル圧縮フォーマット7-Zipやxzに使われたLempel-Ziv-Markov chain-Algorithm（LZMA）が含まれている。画像フォーマットPNGで使われたDeflateはLZ77とハフマン符号の組み合わせである。

## 著書
- Jacob Ziv, Abraham Lempel (5 1977). “A Universal Algorithm for Sequential Data Compression”. IEEE 23 (3):  337-343. doi:10.1109/TIT.1977.1055714.(要登録)

## 受賞歴
- 1997年、パリ・カネラキス賞を受賞した。
- 1998年、IEEE情報理論ソサイエティ（英語版）より「Golden Jubilee Award for Technological Innovation」を受賞した[3]。
- 2007年、「データ圧縮における先駆的業績、特にLempel–Zivアルゴリズム」についてIEEEリチャード・ハミングメダルを受賞した[4]。
- 2010年、ロスチャイルド賞を受賞した[5]。